# Buz Lukens

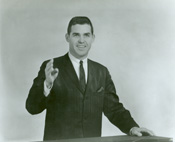
Buz Lukens

Donald Edgar „Buz“ Lukens (* 11. Februar 1931 in Harveysburg, Warren County, Ohio; † 22. Mai 2010 in Dallas, Texas) war ein US-amerikanischer Politiker.

## Biografie
Nach dem Besuch der High School in Waynesville studierte er an der Ohio State University und beendete dieses Studium 1954 mit einem Bachelor of Arts. Im Anschluss trat er in die US Air Force ein, aus der er 1960 als Hauptmann ausschied. Er wurde danach Berater der Fraktion der Republikanischen Partei im Geschäftsordnungsausschuss des US-Repräsentantenhauses (House Committee on Rules).
Lukens, der Mitglied der Republikanischen Partei war, gehörte zu den Unterstützern von US-Senator Barry Goldwater sowie von Ronald Reagan und wurde schnell zu einem maßgeblichen konservativen Aktivisten seiner Partei im Südwesten Ohios.
Seine eigentliche politische Laufbahn begann er 1966 mit der erstmaligen Wahl zum Mitglied des Repräsentantenhauses der Vereinigten Staaten, wo er von 1967 bis 1971 den 24. Kongresswahlbezirk von Ohio vertrat. 1970 bewarb er sich erfolglos für die Nominierung als Kandidat der Republikaner bei den Wahlen zum Gouverneur von Ohio. Später wurde er Mitglied des Senats von Ohio und gehörte diesem von 1971 bis 1987 an. 1986 wurde er erneut in das US-Repräsentantenhaus gewählt und 1988 als Kandidat der Republikaner wiedergewählt; diesmal vertrat er dort den 8. Kongresswahlbezirk Ohios.
Als bekannt wurde, dass er 1989 mit einem 16-jährigen Mädchen aus Columbus gegen Bezahlung Geschlechtsverkehr hatte, wurde er von einem Gericht zu 30 Tagen Freiheitsstrafe sowie einer Geldstrafe von 500 Dollar verurteilt. Dieser Skandal führte dazu, dass er die Vorwahlen seiner Partei zur Nominierung für die Kongresswahlen 1990 gegen John Boehner, den späteren Fraktionsvorsitzenden (House Minority Leader) der Republikaner im US-Repräsentantenhaus, verlor. Am 24. Oktober 1990 legte er knapp drei Monate vor dem Ende seiner regulären Wahlzeit sein Mandat nieder, um dadurch einer Untersuchung durch den Ethikausschuss des Repräsentantenhauses (House Committee on Standards of Official Conduct) wegen Vorwürfen wegen sexuellen Missbrauchs zu entgehen.
Lukens wurde danach auch noch vorgeworfen, in einen Skandal um die mittlerweile aufgelöste House Bank verwickelt zu sein, die Kongressabgeordneten eine unbegrenzte gebührenfreie Kontoüberziehung einräumte. Später wurde er noch wegen Korruption bezüglich der Annahme eines Bestechungsgeldes von zwei Geschäftsfrauen aus Cincinnati in Höhe von 15.000 Dollar im Jahr 1996 angeklagt und von einem Gericht zu 30 Monaten Freiheitsstrafe verurteilt. Dabei bestritt er den Vorwurf des Stimmenkaufs.